# Dworek opacki w Koprzywnicy
Dworek opacki w Koprzywnicy, Opatówka – zabytkowy dawny dom przeora wzniesiony z fundacji opata Zbigniewa (lub Hieronima [?]) Ossolińskiego w latach 1615–1620. Wybudowany tuż obok kościoła świętego Floriana. Znany jest powszechnie pod nazwą dworu opackiego, mimo iż rzeczywisty dom opacki usytuowany był w innym miejscu i nie zachował się. Stylem swoim nawiązuje do dawnych dworków szlacheckich. Nakryty jest czterospadowym, krytym gontem dachem. Na ścianie zachodniej portal oraz zdobienia wykonane techniką sgraffito. Wewnątrz zachowało się w jednym z pomieszczeń sklepienie kolebkowo-krzyżowe oraz zabytkowy kominek.